# Justizvollzugsanstalt Wuppertal (Bendahl)
Die Justizvollzugsanstalt Wuppertal, früher auch Polizeigefängnis Bendahl, war eine Justizvollzugsanstalt (JVA) im Wuppertaler Stadtteil Elberfeld.

## Geschichte
Ab dem Anfang des 19. Jahrhunderts nahm aufgrund der stark einsetzenden Industrialisierung die Bevölkerung der beiden an der Wupper gelegenen Städte Elberfeld und Barmen rapide zu. Im gleichen Maße stieg auch die Kriminalität an, so dass die Kerkerplätze in den Rathäusern bald nicht mehr ausreichten. 1834 wurde das königlich-preußische Landgericht Elberfeld gegründet, das für ein weitreichendes Gebiet über die Stadtgrenzen hinaus zuständig war. Zur Unterstützung des Landgerichts wurden im alten Elberfelder Rathaus (heute das Von der Heydt-Museum) und einem anderen städtischen Gebäude zwei Arresthäuser eingerichtet, die aber ebenfalls alsbald zu klein wurden.
1852 zog das Landgericht in einen Neubau auf der Gerichtsinsel ein. Gegenüber dem Gericht wurde 1863 auf der anderen Seite der Wupper in der Flur Bendahl an den Gleisen der Hauptstrecke der Bergisch-Märkischen Eisenbahn-Gesellschaft mit dem Bau eines Gefängnisses begonnen, dessen erstes Hafthaus 1864 fertiggestellt wurde und das 1871 und 1879 um jeweils ein weiteres Hafthaus erweitert wurde.
Das für 550 Häftlinge konzipierte und mit bis zu 650 Gefangenen überbelegte Gefängnis beherbergte 1918 vor allem Untersuchungsgefangene und Strafgefangene aus dem rheinischen Bezirk sowie Insassen mit Haftstrafen zwischen sechs Monaten und einem Jahr aus den Landgerichtsbezirken Arnsberg und Hagen und jüdische Frauen mit Strafen von drei Monaten und darüber aus den westfälischen Landgerichtsbezirken.
Bis 1912 wurden im Gefängnis am Bendahl Hinrichtungen vollzogen, die Delinquenten wurden durch ein Fallbeil enthauptet. Der Umstand, dass das die Todesurteile verhängende Landgericht vom Richtplatz im Gefängnishof durch einen Wupperarm getrennt war, führte zu einer makabren Deutung des Sprichworts „über die Wupper gehen …“ analog dem „über den Jordan gehen…“ für das Sterben.
Auch nach dem Zusammenschluss der beiden Großstädte Barmen und Elberfeld zu Wuppertal wurde die Haftanstalt rege genutzt. Ein Jahr lang wurden etwa hier 109 Mitglieder der belgischen Widerstandsgruppe De Zwarte Hand in Einzelhaft gefangen gehalten. Kurz vor Ende des Dritten Reiches wurden politische Gefangene von SS, Gestapo und Polizei aus dem Gefängnis geholt und in der Wenzelnbergschlucht bei Solingen erschossen (siehe Endphaseverbrechen#Wenzelnbergschlucht in Langenfeld).
Die sanitären Einrichtungen blieben bis 1968 auf dem Stand des 19. Jahrhunderts. Auf den Zellen gab es keine Toiletten, sondern nur Kübel, die morgens von abgestellten Häftlingen entleert wurden. Der Bau war hoffnungslos veraltet und die Zellen chronisch überbelegt. 1967 wurden alle weiblichen Insassen in die Zweiganstalt Solingen und später in die Justizvollzugsanstalt Köln verlegt. Die verbliebenen männlichen Häftlinge saßen in Untersuchungshaft, Zivilhaft, Auslieferungshaft, Durchlieferungshaft und Abschiebungshaft. Von den 364 Haftplätzen waren 70 für jugendliche Untersuchungsgefangene reserviert.
Dem veralteten Gefängnis, nun durch das Heranwachsen der Wohngebiete und Hauptverkehrsachsen in innerstädtischer Lage, war aber keine Zukunft beschieden. Wuppertal bekam mit der Justizvollzugsanstalt am Simonshöfchen eine neue und moderne Strafanstalt in Vohwinkel, die am 14. April 1980 eröffnet wurde. Einen Tag vor der Verlegung der Gefangenen in die neue (und weitaus sicherere) Anstalt fand der spektakulärste Ausbruch im Gefängnis Bendahl statt: Komplizen, darunter auch der Mafiakiller Giorgio Basile als Fluchtwagenfahrer, sprengten eine kleine Außentür in der Mauer und befreiten den einsitzenden Wuppertaler Statthalter der ’Ndrangheta und lokalen Mafiaboss Arcangelo Maglio (genannt „Erzengel“) und vier weitere Häftlinge. Zwei Ausbrecher wurden im Zuge der Fahndung innerhalb weniger Wochen gefasst.
Bis 1997 stand das Gebäude leer. Der US-Handelskonzern Wal-Mart beschloss auf dem Gelände seine Deutschlandzentrale einzurichten, woraufhin der Bau abgerissen wurde. Neben dem Verwaltungsgebäude siedelte sich auf dem Gelände ein Elektrofachmarkt an.
Die Haftanstalt wurde im Volksmund und bei den Häftlingen auch Bad Bendahlo genannt. Diese Verballhornung hat ihren Ursprung in einem nahe gelegenen Freibad am Bendahler Bach, das Bad Bendahl, das sich bis zur Schließung Mitte des 20. Jahrhunderts großer Beliebtheit erfreute.

## Bekannte Insassen
- Jürgen Bartsch (1946–1976)
- Hans Carls (1886–1952)
- Victor Dillard (1897–1945)
- Otto Funke (1915–1997)
- Maria Husemann (1892–1975)
- Karl Schwesig (1898–1955)
- Friedrich Suhr (1907–1946)
- Husch Husch (1886–1953)